# John Jordan Crittenden III
John Jordan Crittenden III (* 5. Juni 1854; † 25. Juni 1876 am Little Big Horn, im heutigen Montana) war ein Offizier in der United States Army und Mitglied der Crittenden-Familie, die im 19. Jahrhundert etliche führende Politikers und Militärs hervorbrachte. 

## Leben
Er begann seine Ausbildung an der United States Military Academy im Jahre 1873 aber schaffte seinen Abschluss nicht. 1875 verließ er die Akademie. Er reichte eine Petition bei General Ulysses S. Grant ein und wurde 1875 zum  Second lieutenant in der 20th U.S. Infantry ernannt. Er diente in einer Kavallerieeinheit (7. Kavallerie) unter Lieutenant James Calhoun. Danach diente er unter Generalmajor George Armstrong Custer und nahm mit diesem an dem Feldzug gegen die Indianer teil. Gemeinsam mit ihm fiel er in der Schlacht am Little Bighorn. Er wurde zusammen mit seinen Kameraden am Calhoun Hill bestattet. Später wurde der Leichnam exhumiert und 1931 im Custer National Cemetery in der Nähe des Schlachtfeldes beigesetzt.

## Zitate
- Kenneth Hammer: Men with Custer: Biographies of the 7th Cavalry: June 25, 1876. (Ronald H. Nichols, Herausgeber). Custer Battlefield Historical and Museum Association, Hardin, Montana 2000.

## Familie
- John Jordan Crittenden Sen. (1754–1806), Major in der Kontinentalarmee (Urgroßvater)
- Robert Crittenden (1797–1834), US-amerikanischer Politiker (Onkel des Vaters)
- John J. Crittenden (1786–1863), US-amerikanischer Politiker (Großvater)
- Thomas Turpin Crittenden (1825–1905), General der Nordstaaten im Sezessionskrieg (Cousin des Vaters)
- George Bibb Crittenden (1812–1880), US-amerikanischer General (Onkel)
- Thomas Theodore Crittenden (1832–1909), US-amerikanischer Politiker (Cousin des Vaters)
- Thomas Leonidas Crittenden (1819–1893), US-amerikanischer General (Vater)
- Thomas Theodore Crittenden, Jr. (1863–1938) war Bürgermeister von Kansas City, Missouri zwischen 1908 und 1909 (Sohn von Thomas Theodore Crittenden)